# Palais Erzherzog Ludwig Viktor

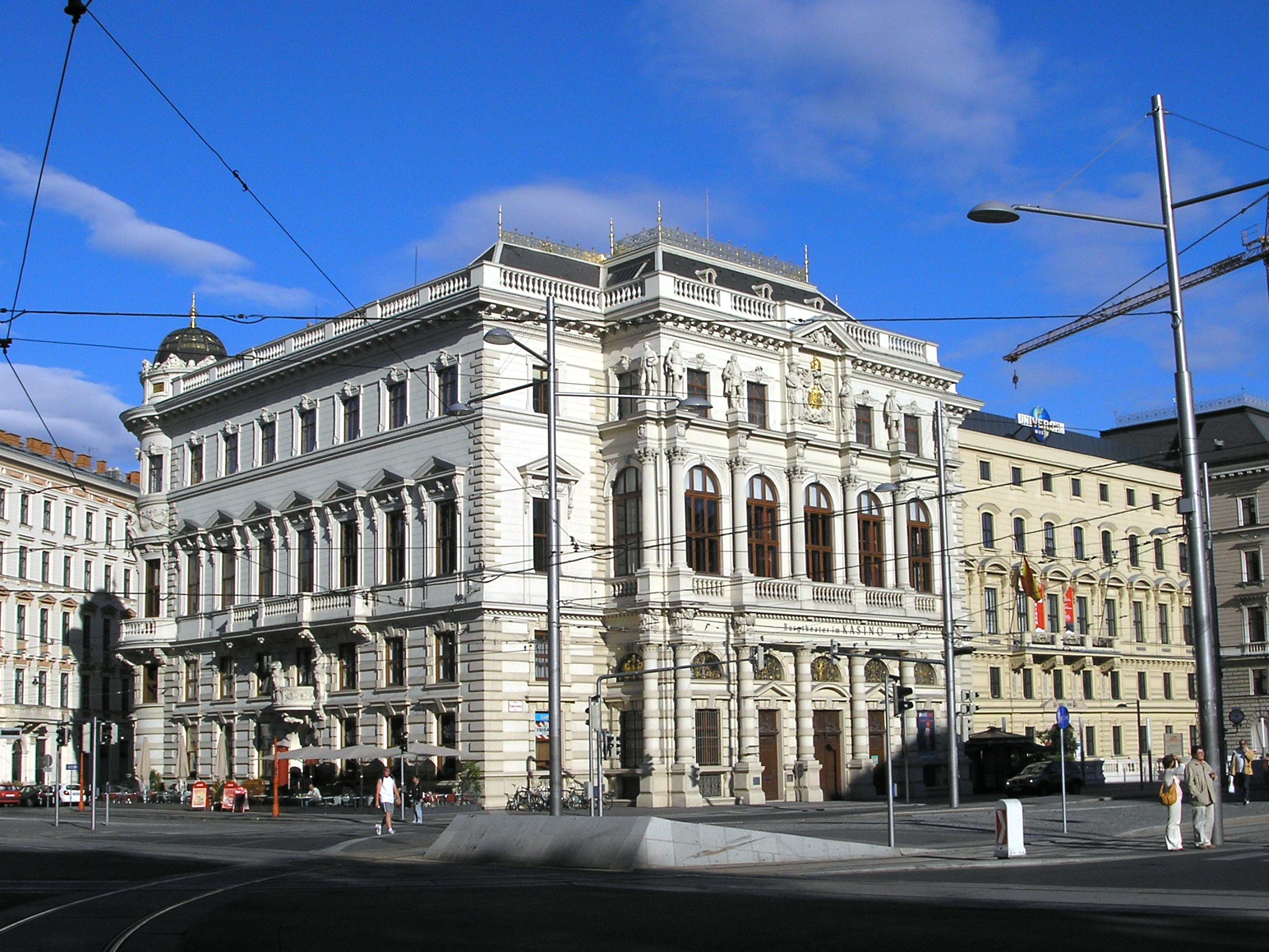
Das Palais vom Kärntner Ring aus gesehen

Das Palais Erzherzog Ludwig Viktor ist eines der bedeutendsten Ringstraßenpalais. Es wurde zwischen 1863 und 1866 errichtet und befindet sich am Schwarzenbergplatz im 1. Wiener Gemeindebezirk am Schubertring / Schwarzenbergplatz 1.

## Geschichte

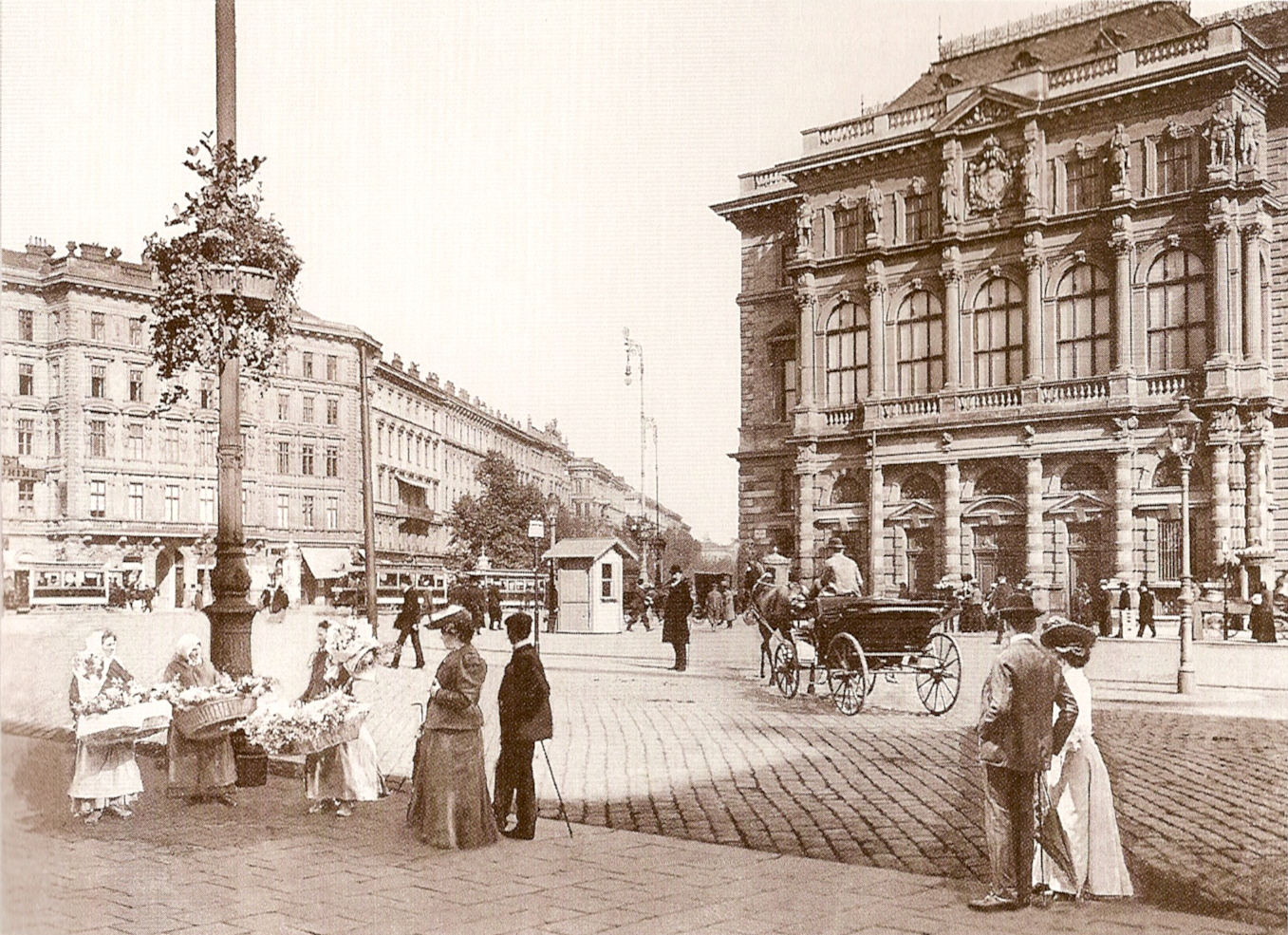
Fotomontage etwa um 1900

Der Architekt Heinrich Freiherr von Ferstel wurde 1861 beauftragt, auf dem Glacis ein Denkmal für Fürst Schwarzenberg zu errichten und gleichzeitig einen repräsentativ gestalteten Platz mit gleichen Namen anzulegen. Als erstes Bauwerk auf dem Schwarzenbergplatz entstand das Palais von Erzherzog Ludwig Viktor, dem jüngsten Bruder von Kaiser Franz Joseph.
Er selbst konnte das Palais, das 1866 fertiggestellt worden war, nicht lange für seine außergewöhnlichen Feste nutzen, da „Luzi-Wuzi“, wie er von seinen Freunden genannt wurde, wegen einiger für den Hof unangenehmer Skandale nach Schloss Kleßheim in Salzburg verbannt wurde.
Es war 1912 Schauplatz des ersten offiziell als Rudolfina-Redoute bezeichneten Faschingsballs der katholischen Studentenverbindung KÖStV Rudolfina Wien.
Am 30. April 1910 verkaufte Erzherzog Ludwig Viktor das Palais um 2 Millionen Kronen an den Militärwissenschaftlichen und Kasinoverein. Während der Verein 500 000 Kronen in bar zahlte, erlegte die k.k. private Lebensversicherungsgesellschaft Österreichischer Phönix das aufgenommene Darlehen über die weiteren 1,5 Millionen Kronen. Aus mehreren praktischen Gründen wurde jedoch nicht der Verein, sondern die k.k. Heeresverwaltung in das Grundbuch eingetragen. Dem Verein wiederum wurde das uneingeschränkte, ausschließliche und unwiderrufliche Nutzungsrecht seitens des Reichskriegsministeriums garantiert und von Kaiser Franz Joseph ausdrücklich genehmigt. Nach Ende der Monarchie kam es jedoch zu einem Rechtsstreit zwischen der Republik und dem Verein, der nach 1945 erneut entbrannte. General Emil Liebitzky, einer der führenden Männer bei der Aufstellung des neuen Heeres, war auch Gründungsvater der Österreichischen Offiziersgesellschaft, deren erster Präsident er Anfang 1960 wurde. Diese Vereinigung verstand sich als direkter Rechtsnachfolger des Militärwissenschaftlichen und Kasinovereins, was das Innenministerium in einem Schreiben an das Verteidigungsministerium auch anerkannte. Der neue Verein bezog seine Räume am Schwarzenbergplatz 1, als Liebitzky im April 1961 plötzlich starb. Mit dem Tod des Mentors wurde die Frage der Rechtsnachfolge buchstäblich obsolet. Die Offiziersgesellschaft blieb bis heute unverändert Mieter im Palais am Schwarzenbergplatz.
Deutlich später entschloss man sich, den großen Festsaal dem Burgtheater als Probebühne und Aufführungsort zur Verfügung zu stellen. Darauf verweist auch die Aufschrift „Burgtheater im Kasino“ auf der Fassade. Ein weiterer Teil der Innenräume wird heute vom Wirtschaftsministerium genutzt. Räumlichkeiten im Erdgeschoß und im Keller sind an Wirtschaftstreibende vermietet.

## Architektur

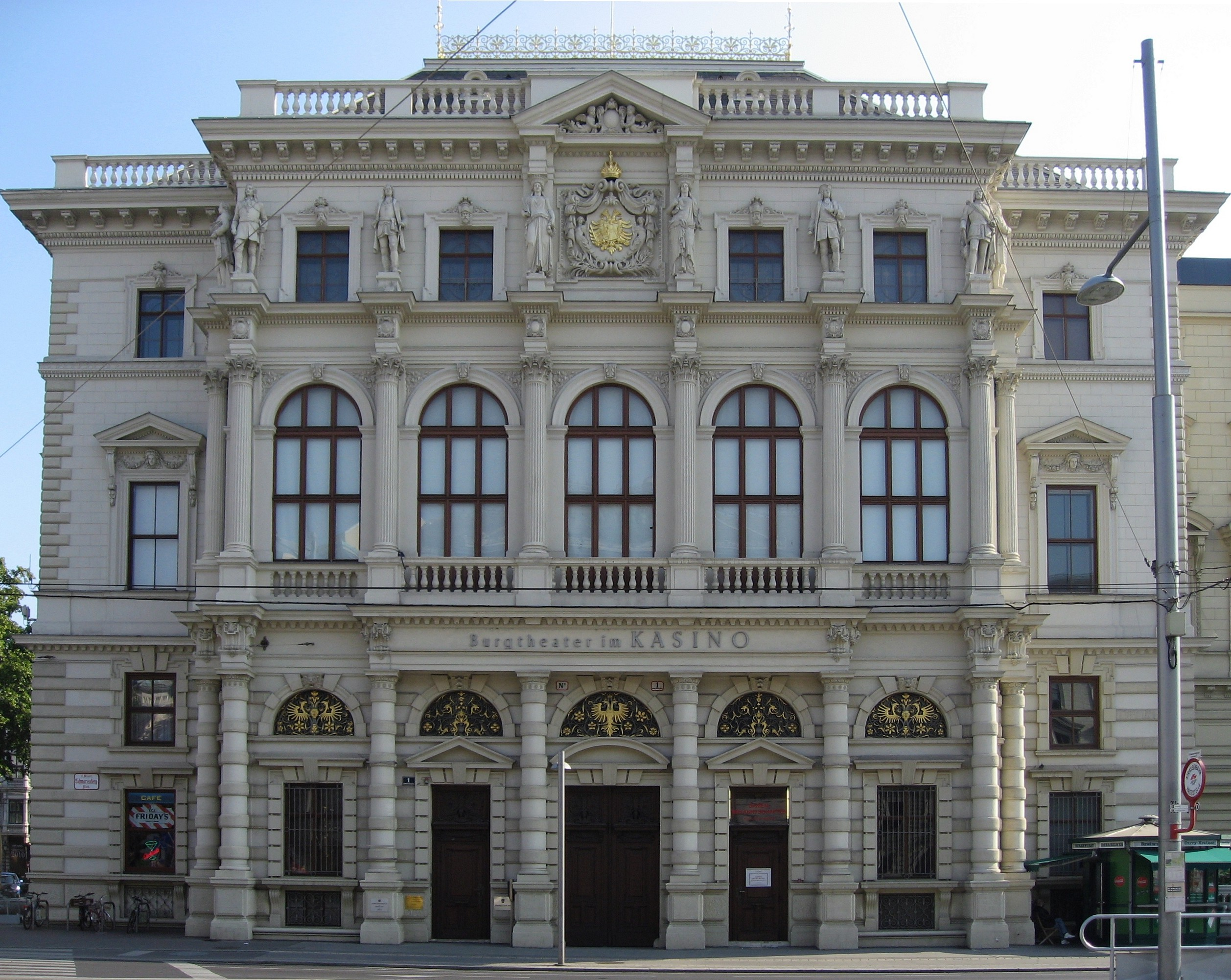
Das Palais vom Schwarzenbergplatz aus gesehen

Das Palais ist dem Stil der italienischen Renaissance nachempfunden. Die Hauptfassade ist zum Schwarzenbergplatz ausgerichtet und wird von einem breiten Mittelrisalit dominiert. Die Gliederung der Stockwerke entspricht der zum Zeitpunkt des Baus vorgesehenen Nutzung. Die Räume im Erdgeschoß waren als Stallungen und Remisen der Kutschen gedacht, im Mezzanin lag der Wohnbereich und im ersten Stock der Festsaal. Darüber befanden sich die Wohnungen der Bediensteten.
Die Front des vorspringenden Mittelrisalits wird von den mächtigen Rundbogenfenstern und der Balustrade des Festsaals dominiert. In der Senkrechten ist der Risalit durch umlaufende Säulenreihen strukturiert. Im obersten Stockwerk stehen die 2 ½ Meter hohen Statuen von Niklas Graf Salm, Ernst Rüdiger Graf Starhemberg, Ernst Gideon von Laudon, Joseph von Sonnenfels, Johann Bernhard Fischer von Erlach und Prinz Eugen von Savoyen. Es sind Arbeiten von Franz Melnitzky und Josef Gasser.
Das Wappen des Erzherzogs Ludwig Viktor, flankiert von Karyatiden und einem Dreiecksgiebel, schließt die Mittelachse ab.

## Spielstätte des Burgtheaters
Obwohl bereits in der Direktion Claus Peymann als Spielstätte des Burgtheaters genutzt, wurde das Kasino am Schwarzenbergplatz erst in der Ära Hartmann (2009–2014) zur zentralen Spielstätte des österreichischen Nationaltheaters. Hartmann selbst inszenierte dort drei seiner zentralen Produktionen:
- 2011 Krieg und Frieden nach dem Roman von Lew Tolstoi

- 2012 Troja in einer Textfassung von Amely Joanna Haag und Matthias Hartmann
- 2013 Die Ahnfrau von Franz Grillparzer

Außerdem erzielten die Inszenierungen Nach der Oper. Würgeengel von Martin Wuttke (nach Luis Buñuel, 2012) und Wunschloses Unglück von Katie Mitchell (nach Peter Handke, 2014) große Erfolge bei Publikum und Presse.